# 查梅
查梅（西班牙語：Chame），是巴拿馬的城鎮，位於該國中東部，由西巴拿馬省的查梅區負責管轄，面積31.2平方公里，海拔高度13米，2010年人口2,432，人口密度每平方公里77.9人。